# SWAT : Unité d'élite
Série
SWAT: Firefight
(2011)
Pour plus de détails, voir Fiche technique et Distribution.
 SWAT : Unité d'élite (S.W.A.T.) est un film américain réalisé par Clark Johnson, sorti le 8 août 2003 aux États-Unis.
C'est une adaptation de la série télévisée américaine Section 4 créée par Robert Hamner en 1975.

## Synopsis
Une unité spécialisée existante dans les principales polices aux États-Unis, —  le SWAT, acronyme de Special Weapons And Tactics (en français : « armes et tactiques spéciales »), — est capable de mener des opérations à hauts risques avec un armement et des tactiques adaptées.
Le SWAT du Los Angeles Police Department (LAPD) est envoyé sur un braquage de banque, mais l'opération tourne mal. Brian Gamble et Jim Street, partenaires, sont sanctionnés par leur capitaine. Street est envoyé à l'armurerie, et Gamble quitte la police. (Cette scène a été fortement inspirée par l'affaire du North Hollywood Shoot Out qui vit en 1997 à Los Angeles deux criminels fortement armés et portant des gilets pare balles résister à 200 policiers et membres du SWAT pendant 44 minutes).
Six mois plus tard, le sergent Dan Hondo, un vétéran du SWAT, est chargé de composer une équipe. À l'armurerie, il remarque immédiatement Street. Il le recrute, ainsi que quatre autres policiers : Deke, un jeune afro-américain père de famille, Sanchez, une combative jeune femme qui s'illustre notamment en arrêtant un malfrat bien plus costaud qu'elle, ainsi que McCabe et Boxer, deux agents du SWAT qui sont en rivalité avec Street depuis longtemps.
C'est alors qu'entre en scène un criminel mondialement recherché : Alex Montel, chef d'un empire financier illégal de centaines de millions de dollars. Il est arrêté pour un simple feu arrière brûlé sur sa voiture. Alors qu'il était transféré vers une prison fédérale, il est libéré par ses hommes de main. Au même moment, l'équipe de Hondo arrive et le maîtrise, la police ayant compris à qui elle avait affaire. Montel est donc ré-embarqué vers le pénitencier. À la foule de caméras et de journalistes, il hurle qu'il offrira 100 millions de dollars à celui qui le sortira de prison.
L'équipe d'Hondo est chargée de l'escorte de Montel. Alors que la police met en place une diversion qui se solde par un sanglant affrontement avec des gangsters venus délivrer Montel, Hondo et son équipe se tiennent prêts à faire embarquer le prisonnier à bord d'un hélicoptère du LAPD. Mais l'hélicoptère est abattu par un tireur d'élite qui lui tire une balle de 12,7 mm dans le rotor.
Devant cet incident, le SWAT fait alors embarquer à la nuit tombée Montel dans deux 4x4 banalisés escortés par un hélicoptère ; Hondo, Street, Boxer, T.J., Deke et Sanchez sont répartis dans les deux véhicules se dirigent vers la sortie de la ville. Soudain, le 4x4 transportant Montel stoppe net. T.J. dit laisser traverser un piéton, mais il dégaine soudain son pistolet et met en joue Street et Boxer. Une détonation retentit et Boxer s'écroule : Gamble (l'ancien partenaire de Street) et un autre complice viennent délivrer Montel pour la fabuleuse récompense. Ils s'enfuient dans le métro. Le Sergent Hondo, Deke et Sanchez arrivent sur les lieux. Sanchez demande une ambulance pour Boxer qui est blessé au sol, inconscient. Street et Hondo se lancent à la poursuite des malfaiteurs pendant que Sanchez et Deke foncent à la station de métro suivante. Mais le train n'arrivant pas, l'unité décide de se déployer dans le tunnel à la poursuite de Gamble, T.J. et leurs acolytes.
Après une course poursuite mouvementée dans les tunnels, Gamble et sa bande embarquent dans deux 4x4 et foncent vers un pont fermé par des complices et où doit se poser un jet détourné par d'autres malfrats. L'unité rejoint juste à temps le site et détruit le train d'atterrissage de l'appareil, l'empêchant de décoller. Après une fusillade où Sanchez est touchée (mais protégée par son gilet pare-balle) et Montel capturé, T.J. se suicide et Street se lance à la poursuite de Gamble. Le face à face a lieu à bord du chemin de fer, et Gamble se fait tuer par un train qui le décapite après que Street l'ait fait tomber sur la voie. Le SWAT finit son travail en escortant Montel jusqu'à la prison.
Le film se termine sur la vision de l'équipe rentrant à la caserne, lorsqu'un appel à l'intervention leur parvient à la radio. Hondo affirme que le travail est fini depuis 12 heures, Street retorque « et alors ? ». Hondo se redresse et lance « Et bien allons donc.., et c'est reparti ! »

## Fiche technique
- Titre original : S.W.A.T.
- Titre français :  SWAT : Unité d'élite
- Réalisation : Clark Johnson
- Scénario : David Ayer et David McKenna, d'après une histoire de Ron Mita et Jim McClain et les personnages créés par Robert Hamner
- Musique : Elliot Goldenthal
- Direction artistique : Gershon Ginsburg
- Décors : Casey Hallenbeck
- Costumes : Christopher Lawrence
- Photographie : Gabriel Beristain
- Son : Jeffrey J. Haboush, Paul N. J. Ottosson
- Montage : Michael Tronick
- Production : Neal H. Moritz, Dan Halsted, Chris Lee et Oliver Stone[1]

- - Production déléguée : Louis D'Esposito

- - Coproduction : George Huang et Amanda Lewis
  - Coproduction déléguée : Todd Black
- Sociétés de production[2] : Original Film, Camelot Pictures, Chris Lee Productions et Illusion Entertainment, avec la participation de Columbia Pictures
- Sociétés de distribution :  Sony Pictures Entertainment ; Columbia Pictures (États-Unis) ; Columbia TriStar Films (France)[1] ; Buena Vista International  (Suisse)
- Budget : 80 millions de $[3]
- Pays d'origine :  États-Unis
- Langue : anglais, espagnol, français
- Format[4] : couleur (DeLuxe) - 35 mm - 2,39:1 (Cinémascope) - son DTS / Dolby Digital / SDDS
- Genre : action, policier, thriller
- Durée : 117 minutes
- Dates de sortie[5] :
  - États-Unis / Canada[6] : 8 août 2003
  - France / Belgique / Suisse : 3 décembre 2003
- Classification[7] :
  - États-Unis : Accord parental recommandé, film déconseillé aux moins de 13 ans (certificat #35559) (PG-13 - Parents Strongly Cautioned)[Note 1].
  - France : Tous publics (visa d'exploitation no 108854 délivré le 18 novembre 2003)[8].

## Distribution
- Samuel L. Jackson (VF : Thierry Desroses ; VQ : Benoît Rousseau) : le sergent Dan « Hondo » Harrelson
- Colin Farrell (VF : Boris Rehlinger ; VQ : Martin Watier) : Jim Street
- Michelle Rodriguez (VF : Géraldine Asselin ; VQ : Julie Burroughs) : Chris Sanchez
- LL Cool J (VF : Lucien Jean-Baptiste ; VQ : Gilbert Lachance) : Deacon « Deke » Kay
- Josh Charles (VF : Jérôme Keen ; VQ : Daniel Lesourd) : T.J. McCabe
- Jeremy Renner (VF : Axel Kiener ; VQ : Patrice Dubois) : Brian Gamble
- Brian Van Holt (VF : Pascal Casanova ; VQ : Marc-André Bélanger) : Michael Boxer
- Olivier Martinez (VF : lui-même ; VQ : lui-même) : Alex Montel alias Gabriel Herrer et Claude Bezoul
- Reg E. Cathey (VF : Jean-Michel Martial ; VQ : Daniel Picard) : le lieutenant Greg Velasquez
- Larry Poindexter (en) (VF : Bernard Métraux ; VQ : Pierre Auger) : le capitaine Thomas Fuller
- Page Kennedy : Travis
- Domenick Lombardozzi : GQ
- James DuMont (pt) (VF : Jacques Bouanich) : Gus
- Denis Arndt (VQ : Mario Desmarais) : le sergent Howard
- Lindsey Ginter (en) : Agent Hauser
- Lucinda Jenney : Kathy
- E. Roger Mitchell : l'agent Kirkland
- Kenneth Davitian (VQ : Marc Bellier) : Martin Gascoigne
- Reed Diamond (VF : Patrick Mancini) : l'officier David Burress
- Matt Gerald : Nick
- Ashley Scott (VQ : Manon Arsenault) : Lara
- Colin Egglesfield : l'officier de la LAPD
- Octavia Spencer : la voisine

 Source et légende : version française (VF) sur RS Doublage,, ; version québécoise (VQ) sur Doublage.qc.ca.

## Bande originale
- Theme from S.W.A.T., composé par Barry De Vorzon
- Shattered, interprété par The Rolling Stones
- Oh Shooter, interprété par Robin Thicke
- Columpio, interprété par El Gran Silencio
- Zacatecas, composé par Genaro Codina (de)
- Sinalda, interprété par Banda La Estrella
- Figure.09, interprété par Linkin Park
- Do You Want Some, interprété par Buppy
- I'm Coming, interprété par Jimmy Tha Joun
- Crosstown Traffic, interprété par Jimi Hendrix
- Sound Off (Duckworth Chant), composé par Willie Lee Duckworth et Bernard Lentz
- Just Because, interprété par Jane's Addiction
- Women in My World, interprété par 13
- Time Is Running Out, interprété par Apollo Four Forty
- Tell Me, interprété par Long John Hunter
- Brother Down, interprété par Sam Roberts
- Y Yo Sigo Aqui, interprété par Paulina Rubio
- S.W.A.T. 911, interprété par Danny Saber
- Give Your Life a Break, interprété par John Gipson
- Samuel Jackson, interprété par Hot Action Cop (en)
- S.W.A.T. T.S.O.L.P.P., interprété par Molotov

## Accueil

### Accueil critique
La réception du film était mitigée. Sur le site Rotten Tomatoes, le film a une note de 48 %, basée sur 168 critiques, avec une moyenne de 5,4⁄10. Le consensus du site se lit comme suit: « Un thriller policier compétent mais de routine ». Sur Metacritic, le film affiche un score de 45⁄100, sur la base de 35 critiques, indiquant « des critiques mitigées ou moyennes ».
En France, le site Allociné propose une note moyenne de 2,5⁄5 à partir de l'interprétation de critiques provenant de 13 titres de presse.

### Box-office
| Pays ou région | Box-office      | Date d'arrêt du box-office | Nombre de semaines |
| -------------- | --------------- | -------------------------- | ------------------ |
| États-Unis     | 116 934 650 $   | 11 décembre 2003           | 17                 |
| France         | 618 787 entrées | —                          | —                  |
| Total mondial  | 207 725 639 $   | —                          | —                  |

## Distinctions
Entre 2003 et 2004, SWAT : Unité d'élite a été sélectionné 10 fois dans diverses catégories et a remporté 5 récompenses

### Récompenses
- California on Location Awards 2003 : Producteur de l'année pour Mark Benton Johnson

- ASCAP 2004 : Meilleur film au box-office pour  Elliot Goldenthal

- Imagen Awards 2004 : Meilleure actrice dans un second rôle pour  Michelle Rodriguez
- MTV Movie Awards 2004 : Meilleur « Colin Farrell » dans un film

- Yoga Awards 2004 : Pire film étranger pour Clark Johnson

### Nominations
- Irish Film and Television Awards 2003 : Meilleur acteur dans un film pour Colin Farrell

- BET Awards 2004 : Meilleur acteur pour Samuel L. Jackson
- Black Reel Awards 2004 : Meilleur film pour Christopher Lee, Neal H. Moritz et Dan Halsted
- Golden Trailer Awards  2004: Meilleure bande-annonce de film d'action
- NAACP Image Awards 2004 : Meilleur acteur dans un film pour Samuel L. Jackson

## Autour du film
- Le film est inspiré de la série télévisée Section 4 (S.W.A.T.) diffusée en 1975 sur la chaîne ABC.
- La production du film a fait appel à un ex-membre du SWAT pour familiariser les comédiens aux armes et aux déplacements.
- L'équipement des acteurs principaux dépassait les 30 kg ce qui leur posait quelques problèmes, notamment à Colin Farrell : « Il faut une sacrée condition physique pour garder sa souplesse, sa puissance et sa réactivité en étant entravé ainsi ! Avec les projecteurs et les répétitions, nous étions tous en nage ! »
- En 2011, une suite intitulée SWAT: Firefight sort directement en vidéo, ne reprenant aucun acteur ni aucun personnage du premier.